# Kornél Pajor
Kornél Pajor (Boedapest, 1 juli 1923 – Stockholm, 18 mei 2016) was een schaatser die voor Hongarije en Zweden aan internationale kampioenschappen deelnam.

## Biografie
Kornél Pajor was tussen 1948 en 1954 actief in de internationale schaatssport. In 1948 nam hij namens Hongarije deel aan de Winterspelen van 1948 in Sankt Moritz. De vierde plaats op de 10.000 meter was zijn beste klassering op dit kampioenschap. Een week later nam hij deel aan het EK Allround in Hamar waar hij op de achtste plaats in het klassement eindigde. Het jaar daarop, 1949, werd zijn succesvolste jaar. Hij werd derde op het EK Allround in Davos, mede dankzij een nieuw wereldrecord op de 5000 meter (8.13,5), en veertien dagen later werd hij wereldkampioen op het WK Allround in het Bisletstadion. Tot op heden is hij de enige Hongaar (man/vrouw) die op een EK of WK op het erepodium plaatsnam. In 2001 werd Pajor tijdens het WK Allround in Boedapest na 52 jaar alsnog gehuldigd voor zijn wereldtitel vanwege het ontvluchten van het communistische regime van zijn vaderland.
Na het WK van 1949 bleef Pajor achter in Noorwegen en vroeg politiek asiel aan in Zweden, voltooide zijn studie bouwkunde en werd vervolgens architect. Op het WK Allround van 1950 en 1951 nam hij als onafhankelijk deelnemer deel (vanwege zijn status van staatloos burger) als vertegenwoordiger van de ISU. De bronzen medaille die hij in 1951 veroverde in Davos is daarmee de enige medaille die niet aan een land toegerekend kan worden.
Vanaf 1952 schaatste hij voor Zweden, en in zijn nieuwe woonplaats Östersund veroverde hij op het EK Allround van 1952 meteen een medaille voor Zweden middels de derde plaats. Op zijn laatste EK in 1954 eindigde hij als 40ste. In 1963 verkreeg Pajor een visum voor Hongarije, maar werd aangezien als landverrader. Op 88-jarige leeftijd was Pajor alsnog aanwezig bij het EK Allround van 2012 in zijn geboorteplaats. Op 18 mei 2016 overleed Pajor in zijn woonplaats Stockholm.

## Records

### Persoonlijke records
| Afstand      | Tijd    | Datum           | Baan  |
| ------------ | ------- | --------------- | ----- |
| 500 meter    | 44,1    | 3 februari 1951 | Davos |
| 1500 meter   | 2.16,5  | 17 januari 1952 | Davos |
| 3000 meter   | 4.47,5  | 24 januari 1953 | Davos |
| 5000 meter   | 8.13,5  | 5 februari 1949 | Davos |
| 10.000 meter | 16.58,7 | 6 februari 1949 | Davos |

### Wereldrecords
| Nr. | Afstand    | Tijd   | Datum           | Baan  |
| --- | ---------- | ------ | --------------- | ----- |
| 1.  | 5000 meter | 8.13,5 | 5 februari 1949 | Davos |

## Resultaten
| Jaar | EK Allround | WK Allround | Olympische Spelen                       |
| ---- | ----------- | ----------- | --------------------------------------- |
| 1948 | 8e          |             | 21e 500m 14e 1500m 10e 5000m 4e 10.000m |
| 1949 | Brons       | Goud        |                                         |
| 1950 |             | 9e          |                                         |
| 1951 |             | Brons       |                                         |
| 1952 | Brons       | 6e          |                                         |
| 1953 | 9e          | 10e         |                                         |
| 1954 | NC40        |             |                                         |

NC# = niet gekwalificeerd voor de laatste afstand, maar wel als # geklasseerd in de eindrangschikking

### Medaillespiegel
| Kampioenschap | Goud · | Zilver · | Brons · |
| ------------- | ------ | -------- | ------- |
| EK Allround   | 0      | 0        | 2       |
| WK Allround   | 1      | 0        | 1       |